# خطة العائلة
خطة العائلة (بالإنجليزية: The Family Plan) هو فيلم أكشن كوميدي أمريكي صدر عام 2023 من إخراج سيمون سيلان جونز وتأليف ديفيد كوجيشال. من إنتاج أبل ستوديوز وسكاي دانس ميديا ومينوسيبل بكتشرز لمارك والبيرغ، وهو من بطولة والبيرغ، ميشيل موناغان، زوي كوليتي، فان كروسبي، سعيد التغماوي، ماجي كيو، وسياران هيندز.
بدأ إنتاج الفيلم في أواخر عام 2022. وصدر بواسطة أبل تي في + في 15 ديسمبر 2023.

## طاقم التمثيل
- مارك ولبيرغ في دور دان مورغان
- ميشيل موناغان في دور جيسيكا مورغان
- كيران هيندز في دور ماكافري
- زوي كوليتي في دور نينا مورغان
- فان كروسبي في دور كايل مورغان
- ماجي كيو في دور جوين
- جوينر لوكاس في دور كوجان
- كيلين بويل في دور سايروس
- فيليسيا بيرسون في دور مسواك
- لطيف كراودر دوس سانتوس في دور نيك تاتوو
- مايلز دولاك في دور جولد تشين[6]
- جوني كوين في دور سبيروس
- سعيد التغماوي في دور أوجي
- توني إل كالواي في دور السيدة أوفرماير
- فالكيرا في دور فالكيرا

## الروابط الخارجية
- at Apple TV+ (US)
- خطة العائلة  على قاعدة بيانات الأفلام على الإنترنت (بالإنجليزية).[1]

1. ↑  قاعدة بيانات الفيلم (باللغات المتعددة), QID:Q20828898